# Musée minéralogique et minier de Thetford Mines
 (juillet 2023).
Le Musée Minéralogique et Minier de Thetford Mines est un musée situé à Thetford Mines au Québec, (Canada). Ses collections et ses expositions sont majoritairement liées à la géologie et aux sciences de la Terre. En plus des minéraux et des fossiles, le musée rappelle l'histoire minière de cette région des Appalaches.

## Description
Le musée est un « centre d'éducation et d'initiation aux sciences de la terre » offrant aux visiteurs la possibilité d'en apprendre plus sur l'histoire géologique et minière de la région de Thetford Mines. Le musée évoque aussi le volet social de l'histoire régional à travers son passé minier.

## Histoire
L'origine de la fondation du musée remonte à 1974, lorsque la société minéralogique de la région de l'Amiante (SOMIRA) est créée. Cet organisme sans but lucratif « regroupe des collectionneurs intéressés par la minéralogie » cherchant à faire connaître le passé minier de la région de Thetford Mines. Les membres de l'association regroupent alors des spécimens de minéraux, des documents iconographiques et des objets liés aux anciennes mines de la région.
Entre 1974 et 1976, la SOMIRA organise des expositions temporaires dans divers endroits de la région de Thetford Mines. En 1976, l'association fonde officiellement le musée lors du centenaire de la découverte de l'amiante, l'institution muséale s'installant alors dans les locaux du centre culturel de Black Lake. L'organisme présente alors une exposition permanente sur « les minéraux et les objets miniers de provenance locale ».
Le musée est reconnu et accrédité par le ministère de la Culture du Québec en 1977, et déménage l'année suivante, en 1978, dans des locaux situés au Cégep de l'Amiante. Il dispose alors d'une salle pour l'exposition permanente et une autre pour la présentation d'expositions temporaires dont la thématique porte habituellement sur les minéraux. Il présente aussi, à l'extérieur du Cegep, un « jardin minéralogique » où sont exposés des minéraux de grande taille ainsi que de l'équipement minier tel que des wagonnets faisant partie de sa collection.